# Línea 529H (Interurbanos Madrid)
La línea 529H de la red de autobuses interurbanos de Madrid une el Hospital Rey Juan Carlos de Móstoles con Navalcarnero.

## Características
Esta línea une a los habitantes de los municipios de Navalcarnero con el Hospital Rey Juan Carlos de Móstoles, en un recorrido que dura 25 minutos aproximadamente entre cabeceras.
Siguiendo la numeración de líneas del CRTM, las líneas que circulan por el corredor 5 son aquellas que dan servicio a los municipios situados en torno a la A-5 y comienzan con un 5.
La línea no mantiene los mismos horarios todo el año, desde el 1 al 31 de agosto se reducen el número de expediciones los días laborables entre semana (sábados laborables, domingos y festivos tienen los mismos horarios todo el año), además de los días excepcionales vísperas de festivo y festivos de Navidad en los que los horarios también cambian y se reducen.
Está operada por la empresa Arriva Madrid mediante la concesión administrativa VCM-501 - Madrid – Batres (Viajeros Comunidad de Madrid) del Consorcio Regional de Transportes de Madrid.
Anteriormente, esta línea continuaba su recorrido desde Móstoles hasta el Hospital de Alcorcón, donde establecía su cabecera . 

### Frecuencias
| Lunes a viernes laborables (1 sept. - 31 julio)                         |
| De 8:00 a 23:30 cada 30 minutos                                         |
| Servicios desde est. Móstoles-El Soto: A 6:00, 6:30, 7:00, 7:15 y 7:45. |
| Lunes a viernes laborables (Agosto)                                     |
| De 7:00 a 24:00 cada 30 minutos                                         |
| Sábados laborables, domingos y festivos                                 |
| De 7:00 a 24:00 cada 30 minutos                                         |

| Lunes a viernes laborables (1 sept. - 31 julio)                         |
| De 7:00 a 22:30 cada 30 minutos                                         |
| Servicios hasta est. Móstoles-El Soto: A 5:30, 6:00, 6:30, 6:45 y 7:15. |
| Lunes a viernes laborables (Agosto)                                     |
| De 6:00 a 23:00 cada 30 minutos                                         |
| Sábados laborables, domingos y festivos                                 |
| De 6:00 a 23:00 cada 30 minutos                                         |

## Recorrido y paradas

### Sentido Navalcarnero
| Código                                                                      | Parada                                       | Común con                                             | Conexiones con Metro y Cercanías | Municipio    | Zona |
| --------------------------------------------------------------------------- | -------------------------------------------- | ----------------------------------------------------- | -------------------------------- | ------------ | ---- |
| Las expediciones que comienzan en el Hospital Rey Juan Carlos empiezan AQUÍ |                                              |                                                       |                                  |              |      |
| 18853                                                                       | Hospital Rey Juan Carlos                     | 529 529A 531 531A 551 4                               |                                  | Móstoles     |      |
| 21171                                                                       | Orquídea - Gladiolo                          | 529 529A 531 531A 4                                   |                                  | Móstoles     |      |
| 15778                                                                       | Dalia - Violeta                              | 522                                                   |                                  | Móstoles     |      |
| 08815                                                                       | Violeta - Colegio                            | 522                                                   |                                  | Móstoles     |      |
| 11266                                                                       | Av. Alcalde de Móstoles - Pintor Velázquez   | 521 523 529 529A 531 531A 4                           |                                  | Móstoles     |      |
| 09702                                                                       | Av. Alcalde de Móstoles - Bécquer            | 521 523 526 529 529A 531 531A                         |                                  | Móstoles     |      |
| 08987                                                                       | Av. Portugal - Severo Ochoa                  | 520 521 526 529 529A 531 531A 1 4                     |                                  | Móstoles     |      |
| 17099                                                                       | Av. Portugal - Est. Móstoles Central         | 529 529A 531 531A 535                                 | Móstoles Central                 | Móstoles     |      |
| 08622                                                                       | Av. Portugal - Parque Finca Liana            | 498 498A 499 519 529 529A 531 531A                    |                                  | Móstoles     |      |
| 16540                                                                       | Av. Portugal - Benito Pérez Galdós           | 498 498A 499 519 529 529A 531 531A                    |                                  | Móstoles     |      |
| 08988                                                                       | Av. Portugal - Av. Dos de Mayo               | 498 498A 499 524 526 529 529A 531 531A 535 5          |                                  | Móstoles     |      |
| 19082                                                                       | Av. Portugal - Río Jalón                     | 524 529 529A 531 531A 5                               |                                  | Móstoles     |      |
| 12336                                                                       | Av. Portugal - Restaurante                   | 529 529A 531 531A 5                                   |                                  | Móstoles     |      |
| 08974                                                                       | Av. Portugal - Pol. Ind. Las Monjas          | 529 529A 531 531A 535 5                               |                                  | Móstoles     |      |
| 08976                                                                       | Av. Portugal - Concesionario                 | 498 498A 499 529 529A 531 531A 535 5                  |                                  | Móstoles     |      |
| Las expediciones que comienzan en Móstoles-El Soto empiezan AQUÍ            |                                              |                                                       |                                  |              |      |
| 08623                                                                       | Granada - Est. Móstoles El Soto              | 519 519A 524 3                                        | Móstoles-El Soto                 | Móstoles     |      |
| Paradas del itinerario normal                                               |                                              |                                                       |                                  |              |      |
| 08638                                                                       | Ctra. A5 - C.C. Madrid Xanadú                | 528 529 529A 531 531A 535 538 539 541 545 546 547 548 |                                  | Móstoles     |      |
| 20767                                                                       | Enlace A5 - C. Penitenciario                 | 538                                                   |                                  | Móstoles     |      |
| 20768                                                                       | Av. Arroyo Juncal - Pino Silvestre           | 538                                                   |                                  | Navalcarnero |      |
| 20770                                                                       | Av. Arroyo Juncal - Av. Pinar                | 538                                                   |                                  | Navalcarnero |      |
| 20772                                                                       | Labrador - Betsaida                          | 538 1                                                 |                                  | Navalcarnero |      |
| 20774                                                                       | Labrador - Cafarnaún                         | 538 1                                                 |                                  | Navalcarnero |      |
| 18190                                                                       | Víctimas del Terrorismo - Residencia         | 538 1                                                 |                                  | Navalcarnero |      |
| 18188                                                                       | C.º Arroyo La Dehesa - Dehesa de Mari Martín | 538 1                                                 |                                  | Navalcarnero |      |
| 16796                                                                       | P.º Alparrache - Camino Bastos               | 538 1                                                 |                                  | Navalcarnero |      |
| 11683                                                                       | Ronda de San Juan - Río Tajo                 | 528 531 531A 535 538 1                                |                                  | Navalcarnero |      |
| 08965                                                                       | Ronda de San Juan - P.º de la Estación       | 528 531A 535 1                                        |                                  | Navalcarnero |      |
| 08964                                                                       | Buenavista - Pijorro                         | 528 530 531A 535 1                                    |                                  | Navalcarnero |      |
| 08958                                                                       | Av. Castilla - Parque San Sebastián          | 528 535 541 545 546 547 548                           |                                  | Navalcarnero |      |
| 11551                                                                       | Ctra. Navacerrada - Urb. Los Manzanos        | 528 535 541 545 546 547 548                           |                                  | Navalcarnero |      |
| 20965                                                                       | Av. D.ª Mariana Austria - Antonio Celedonio  | 528                                                   |                                  | Navalcarnero |      |
| 17596                                                                       | Av. D.ª Mariana Austria - Piscina            | 528                                                   |                                  | Navalcarnero |      |
| 17599                                                                       | Av. D.ª Mariana Austria - Alcázar de Segovia | 528                                                   |                                  | Navalcarnero |      |
| 11451                                                                       | San Roque - Galileo                          | 528 529 529A 530 539                                  |                                  | Navalcarnero |      |

### Sentido Móstoles
| Código                                                                                        | Parada                                         | Común con                                             | Conexiones con Metro y Cercanías | Municipio    | Zona |
| --------------------------------------------------------------------------------------------- | ---------------------------------------------- | ----------------------------------------------------- | -------------------------------- | ------------ | ---- |
| 11451                                                                                         | San Roque - Galileo                            | 528 529 529A 530 539                                  |                                  | Navalcarnero |      |
| 17600                                                                                         | Av. D.ª Mariana Austria - Fernando el Alfafero | 528                                                   |                                  | Navalcarnero |      |
| 17605                                                                                         | Av. D.ª Mariana Austria - Piscina              | 528                                                   |                                  | Navalcarnero |      |
| 17597                                                                                         | Av. D.ª Mariana Austria - Felipe II            | 528                                                   |                                  | Navalcarnero |      |
| 20938                                                                                         | Av. Castilla - Campo Fútbol                    | 528                                                   |                                  | Navalcarnero |      |
| 08957                                                                                         | Cuesta del Águila - Jacinto González           | 528 531A 535 541 545 546 547 548                      |                                  | Navalcarnero |      |
| 08963                                                                                         | Buenavista - Ayuntamiento                      | 528 530 531A 535 1                                    |                                  | Navalcarnero |      |
| 08966                                                                                         | Ronda de San Juan - Buenavista                 | 528 531 531A 535 538 1                                |                                  | Navalcarnero |      |
| 11684                                                                                         | Ronda de San Juan - Río Tajo                   | 528 531 531A 535 538 1                                |                                  | Navalcarnero |      |
| 16795                                                                                         | P.º Alparrache - Ronda San Juan                | 538 1                                                 |                                  | Navalcarnero |      |
| 18187                                                                                         | C.º Arroyo La Dehesa - P.º Alparrache          | 538 1                                                 |                                  | Navalcarnero |      |
| 18189                                                                                         | Víctimas del Terrorismo - Colegio              | 538 1                                                 |                                  | Navalcarnero |      |
| 20775                                                                                         | Labrador - Cafarnaún                           | 538 1                                                 |                                  | Navalcarnero |      |
| 20773                                                                                         | Labrador - Betsaida                            | 538 1                                                 |                                  | Navalcarnero |      |
| 20771                                                                                         | Av. Arroyo Juncal - Av. Pinar                  | 538                                                   |                                  | Navalcarnero |      |
| 20769                                                                                         | Av. Arroyo Juncal - Pino Silvestre             | 538                                                   |                                  | Navalcarnero |      |
| 20767                                                                                         | Enlace A5 - C. Penitenciario                   | 538                                                   |                                  | Móstoles     |      |
| 08639                                                                                         | Ctra. A5 - C.C. Madrid Xanadú                  | 528 529 529A 531 531A 535 538 539 541 545 546 547 548 |                                  | Móstoles     |      |
| Las expediciones que finalizan en Móstoles-El Soto realizan la siguiente parada               |                                                |                                                       |                                  |              |      |
| 11355                                                                                         | Granada - Est. Móstoles El Soto                | 519 519A 524 3                                        | Móstoles-El Soto                 | Móstoles     |      |
| Las expediciones que finalizan en el Hospital Rey Juan Carlos realizan las siguientes paradas |                                                |                                                       |                                  |              |      |
| 08977                                                                                         | Av. Portugal - Concesionario                   | 498 498A 499 529 529A 531 531A 535 5                  |                                  | Móstoles     |      |
| 08975                                                                                         | Av. Portugal - Pol. Ind. Las Monjas            | 529 529A 531 531A 535 5                               |                                  | Móstoles     |      |
| 12337                                                                                         | Av. Portugal - Restaurante                     | 529 529A 531 531A 5                                   |                                  | Móstoles     |      |
| 19083                                                                                         | Av. Portugal - Río Jalón                       | 524 529 529A 531 531A 5                               |                                  | Móstoles     |      |
| 18532                                                                                         | Av. Portugal - Rio Duero                       | 498 498A 499 519 522 524 526 529 529A 531 531A 535 5  |                                  | Móstoles     |      |
| 16539                                                                                         | Av. Portugal - Orense                          | 498 498A 499 529 529A 531 531A                        |                                  | Móstoles     |      |
| 08606                                                                                         | Av. Portugal - Juan de Ocaña                   | 498A 499 529 529A 531 531A 535 5                      |                                  | Móstoles     |      |
| 19275                                                                                         | Av. Portugal - Est. Móstoles Central           | 498A 499 529 529A 531 531A 535 5                      | Móstoles Central                 | Móstoles     |      |
| 08603                                                                                         | Av. Portugal - Av. Cerro Prieto                | 526 529 529A 531 531A                                 |                                  | Móstoles     |      |
| 09701                                                                                         | Av. Alcalde de Móstoles - Bécquer              | 523 526 529 529A 531 531A                             |                                  | Móstoles     |      |
| 11267                                                                                         | Av. Alcalde de Móstoles - Pintor Velázquez     | 523 529 529A 531 531A 4                               |                                  | Móstoles     |      |
| 08814                                                                                         | Violeta - Caléndula                            | 522                                                   |                                  | Móstoles     |      |
| 18851                                                                                         | Orquídea - Hospital Rey Juan Carlos            | 522                                                   |                                  | Móstoles     |      |
| 18853                                                                                         | Hospital Rey Juan Carlos                       | 529 529A 531 531A 551 4                               |                                  | Móstoles     |      |